# Sebastian Scholz
Sebastian Scholz (* 5. Oktober 1962 in Münster) ist ein deutscher Historiker.

## Leben
Sebastian Scholz studierte Geschichte und Latein auf Lehramt an den Universitäten Münster und Köln. Im Jahr 1991 wurde er in Köln bei Odilo Engels und Werner Eck mit der Arbeit Transmigration und Translation. Studien zum Bistumswechsel der Bischöfe von der Spätantike bis zum Hohen Mittelalter promoviert. Die Habilitation erfolgte 2003 an der Universität Mainz mit der Arbeit Politik – Selbstverständnis – Selbstdarstellung. Die Päpste in karolingischer und ottonischer Zeit.
Von 1990 bis 2007 war Scholz wissenschaftlicher Angestellter bei der Inschriftenkommission der Akademie der Wissenschaften und Literatur in Mainz, wo er die Inschriftenbände für den Landkreis Bergstraße (1994), die Stadt Darmstadt und die Landkreise Darmstadt-Dieburg und Groß-Gerau (1999) sowie den Odenwaldkreis (2005) bearbeitete.
Seit 2007 lehrt Scholz als Nachfolger von Reinhold Kaiser als Professor für Geschichte des Mittelalters am Historischen Seminar der Universität Zürich. In der Schweiz ist Scholz einziger Lehrstuhlinhaber für frühmittelalterliche Geschichte.

## Forschungsschwerpunkte
Seine Arbeitsschwerpunkte sind die Geschichte des Frankenreichs, die Geschichte des Papsttums im Früh- und Hochmittelalter, die mittelalterliche und frühneuzeitliche Epigraphik, die Armut im frühen Mittelalter, die Kanonistik des Frühmittelalters, das Totengedenken im Mittelalter.
In seiner Habilitationsschrift untersuchte Scholz die Entwicklung und Darstellung des päpstlichen Selbstverständnisses in karolingischer und ottonischer Zeit (731–1024). Mit Reinhold Kaiser gab er 2011 einen Band über Quellen zur Geschichte der Franken und Merowinger heraus. 
Scholz erarbeitete mit Rüdiger Fuchs den Inschriftenband Die Inschriften des Landkreises Hersfeld-Rotenburg im Rahmen des interakademischen Projekts Die Deutschen Inschriften. Diese Edition von insgesamt 356 Inschriftennummern erschien 2015. Ebenfalls 2015 veröffentlichte er eine Überblicksdarstellung zum fränkischen Reich unter der Herrschaft der Merowinger. Scholz möchte bisherige Arbeiten zu den Merowingern um „die kirchliche Entwicklung, die kirchliche Gesetzgebung sowie die gesamte Rechtsentwicklung und ihren Einfluss auf die Gesellschaft“ ergänzen. Ziel der Arbeit ist es, „die Verklammerung von weltlicher Macht und Kirche sowie den kirchlichen Einfluss auf die gesellschaftliche Entwicklung“. genauer zu erfassen.

## Schriften (Auswahl)
- mit Rüdiger Fuchs (Hrsg.): Die Inschriften des Landkreises Hersfeld–Rotenburg (= Die Deutschen Inschriften. Bd. 91 = Die Deutschen Inschriften. Mainzer Reihe. Bd. 14). Reichert, Wiesbaden 2015, ISBN 978-3-95490-151-7.
- Die Merowinger. Kohlhammer, Stuttgart 2015, ISBN 978-3-17-022507-7.
- mit Reinhold Kaiser: Quellen zur Geschichte der Franken und der Merowinger. Vom 3. Jahrhundert bis 751. Kohlhammer, Stuttgart 2012, ISBN 978-3-17-022008-9.
- Politik – Selbstverständnis – Selbstdarstellung. Die Päpste in karolingischer und ottonischer Zeit (= Historische Forschungen. Bd. 26). Steiner, Stuttgart 2006, ISBN 3-515-08933-0 (Zugleich: Mainz, Univ., Habil.-Schr., 2003).
- Transmigration und Translation. Studien zum Bistumswechsel der Bischöfe von der Spätantike bis zum hohen Mittelalter (= Kölner historische Abhandlungen. Bd. 37). Böhlau, Köln u. a. 1992, ISBN 3-412-08191-4 (Zugleich: Köln, Univ., Diss., 1990/1991).